# Multi Millionär
Multi Millionär war eine von Tresor TV produzierte und von Tipp24 gesponserte Live-Quizsendung des deutschen Privatsenders RTL II aus dem Jahr 2001. Vorbild war Wer wird Millionär?

## Konzept
Das Studio war als Roulette-Rad gebaut, darin saßen 36 Kandidaten, von denen jeweils einer per Zufallsgenerator ausgewählt wurde. Um um die Millionen spielen zu können, musste der Kandidat mindestens 100 DM Startkapital haben. Dem Kandidaten wurden in 60 Sekunden zehn Fragen gestellt, für jede richtige Antwort gab es 100 DM, für jede falsche oder unbeantwortete Frage wurden 100 DM abgezogen, bei 0 DM oder weniger erhielt ein anderer Kandidat die Chance auf die Millionen. Es gab 13 Spielkarten (Fragen). Bei jeder richtigen Antwort wurde die Gewinnsumme multipliziert, der maximale mögliche Gesamtgewinn betrug 8.192.000 DM. Die Antwortmöglichkeiten waren mit den bekannten Spielkartensymbolen Karo, Pik, Kreuz und Herz markiert. Es gab keine Gewinnstufen wie bei „Wer wird Millionär?“; nach jeder richtig beantworteten Frage konnte der Kandidat mit dem bis dahin erspielten Geld (z. B. 25.600 DM oder 153.600 DM) aussteigen, bei einer falschen Antwort war das erspielte Geld verloren. Man konnte während der Sendung im Studio anrufen und dem Kandidaten als Telefon-Joker helfen, dafür bekam man 10 % der Gewinnsumme (also maximal 819.200 DM), da aber Multi Millionär eine "alles oder nichts" Quizshow war, wagten nur wenige Kandidaten größere Summen.

## Ausstrahlung
Multi Millionär wurde von Ex-VIVA Moderator Phil Daub moderiert und vom 28. Januar bis zum 22. April 2001 immer sonntags um 21:15 Uhr, später um 19:00 Uhr auf RTL II ausgestrahlt.